# Natale in Ungheria

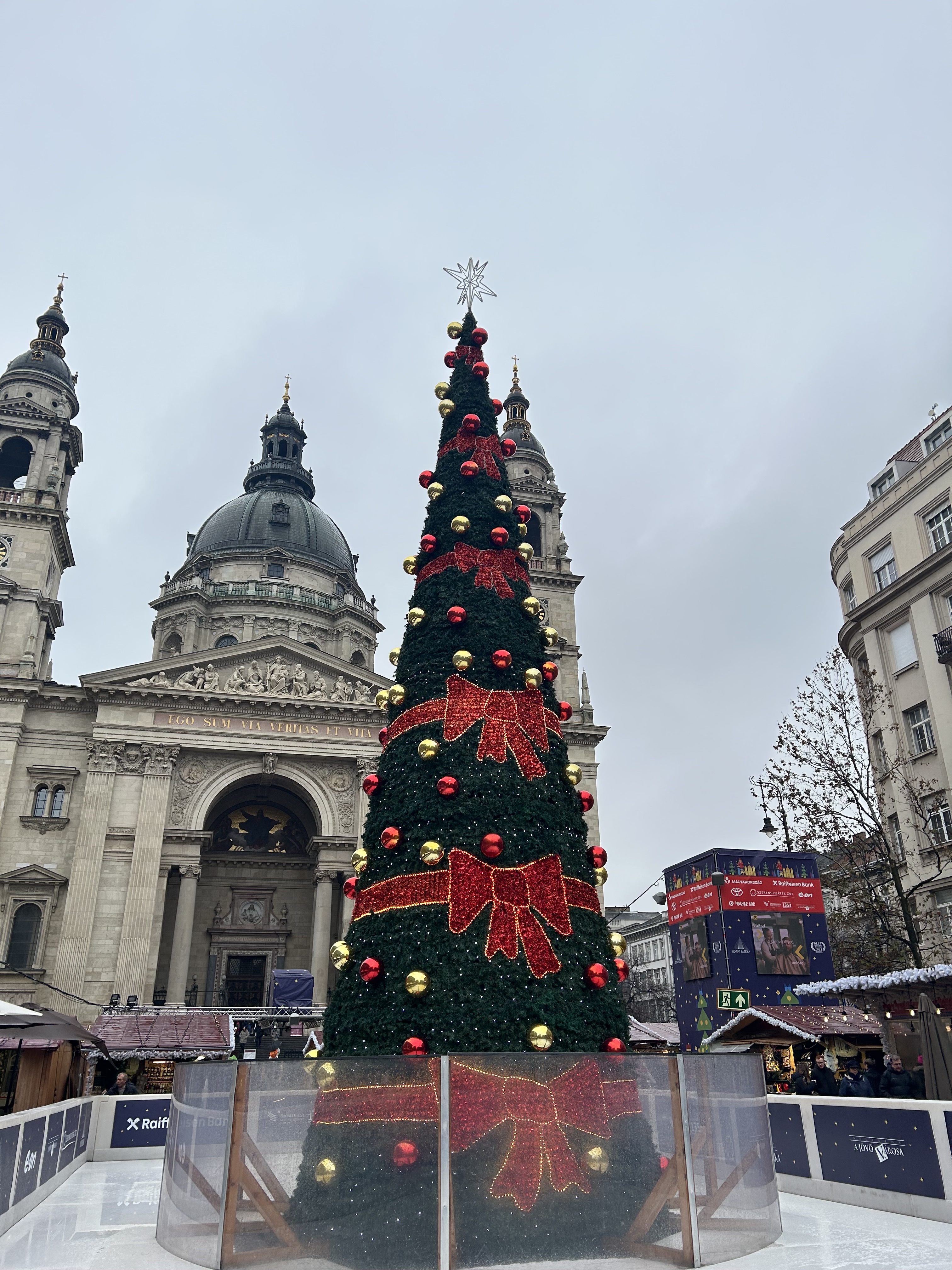
Albero di Natale a Budapest, di fronte alla Basilica di Santo Stefano.

Questa voce descrive le principali tradizioni natalizie dell'Ungheria, oltre agli aspetti storici e socio-economici della festa.

## Informazioni generali
Il Natale è una festa molto sentita in Ungheria, dato che oltre due terzi della popolazione è di confessione cattolica.
Nelle tradizioni natalizie dell'Ungheria si evincono influssi provenienti da varie culture.
In Ungheria, come in altri Paesi, oltre al 24 e 25 dicembre, sono molto sentite le ricorrenze del 6 dicembre (San Nicola) e del 13 dicembre (Santa Lucia).

## Il termine per "Natale" in ungherese
Il termine per "Natale" in ungherese è karácsony.
Si tratta di un termine la cui etimologia è incerta e sulle cui origini sono state formulate le seguenti ipotesi:
- Secondo una prima ipotesi deriverebbe dallo slavo ecclesiastico kračun, ovvero "solstizio", un termine che sarebbe entrato nella lingua ungherese per influsso del bulgaro[4]
- Secondo un'altra ipotesi, sarebbe un prestito del rumeno Crăciun, termine a sua volta di origine incerta e che si suppone sia un derivato del latino creationem[4][5][6]
- Un'altra ipotesi ancora lo fa derivare da karadz, un termine che indicava una tassa che veniva imposta in dicembre dai Turchi agli Ungheresi
- Secondo un'altra ipotesi, derivebbe invece da kerecsensólyom, termine con il quale si indica un falco venerato in epoca pagana come simbolo del sole[4].

Le formule di augurio in ungherese sono Boldog karácsonyt!, Kellemes karácsonyt!, Kellemes Karácsonyi Ünnepeket!, ecc.

## Tradizioni

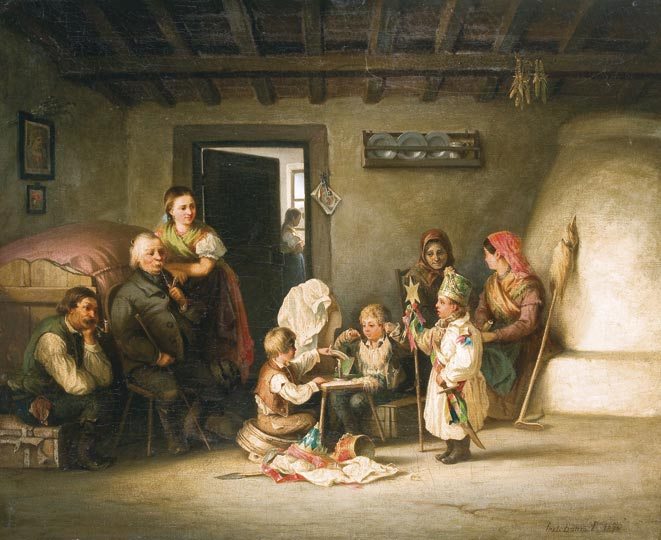
Antiche tradizioni natalizie ungheresi in un dipinto di Pál Böhm del 1870

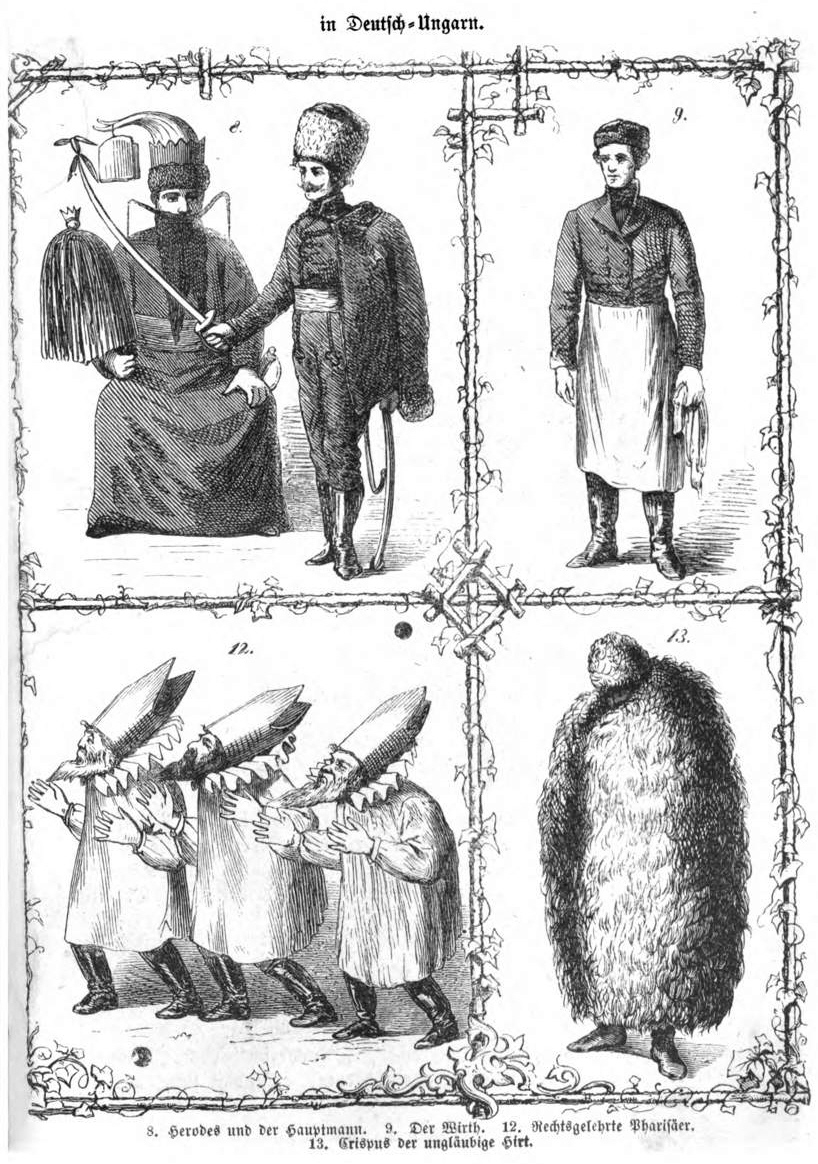
Tradizioni tipiche del folklore tedesco nell'Ungheria del XIX secolo

### Le tradizioni del giorno di San Nicola
Il 6 dicembre, giorno di San Nicola, compare Mikulás, una raffigurazione del santo, che regala dolci ai bambini buoni e fraschette dorate ai bambini cattivi.
Come in Alto Adige, in Ungheria il santo è tradizionalmente accompagnato da una figura demoniaca munita di frusta, il Krampusz (Krampus).

### Le tradizioni del giorno di Santa Lucia
Il 13 dicembre, giorno di Santa Lucia (Luca napja) e data del vecchio solstizio d'inverno, era un tempo diffusa l'usanza per cui alcuni bambini giravano per le strade recitando formule magiche allo scopo di favorire la fertilità.
Inoltre si iniziava a costruire la cosiddetta "sedia di Santa Lucia", che veniva realizzata con nove tipi di legni diversi e la cui costruzione doveva terminare il giorno di Natale.
Questo giorno era inoltre legato a particolari superstizioni.

### La tradizione del presepe in Ungheria
In Ungheria il presepe viene tradizionalmente allestito in un contenitore a forma di chiesa o stalla.
|  |

### La tradizione dell'albero di Natale in Ungheria

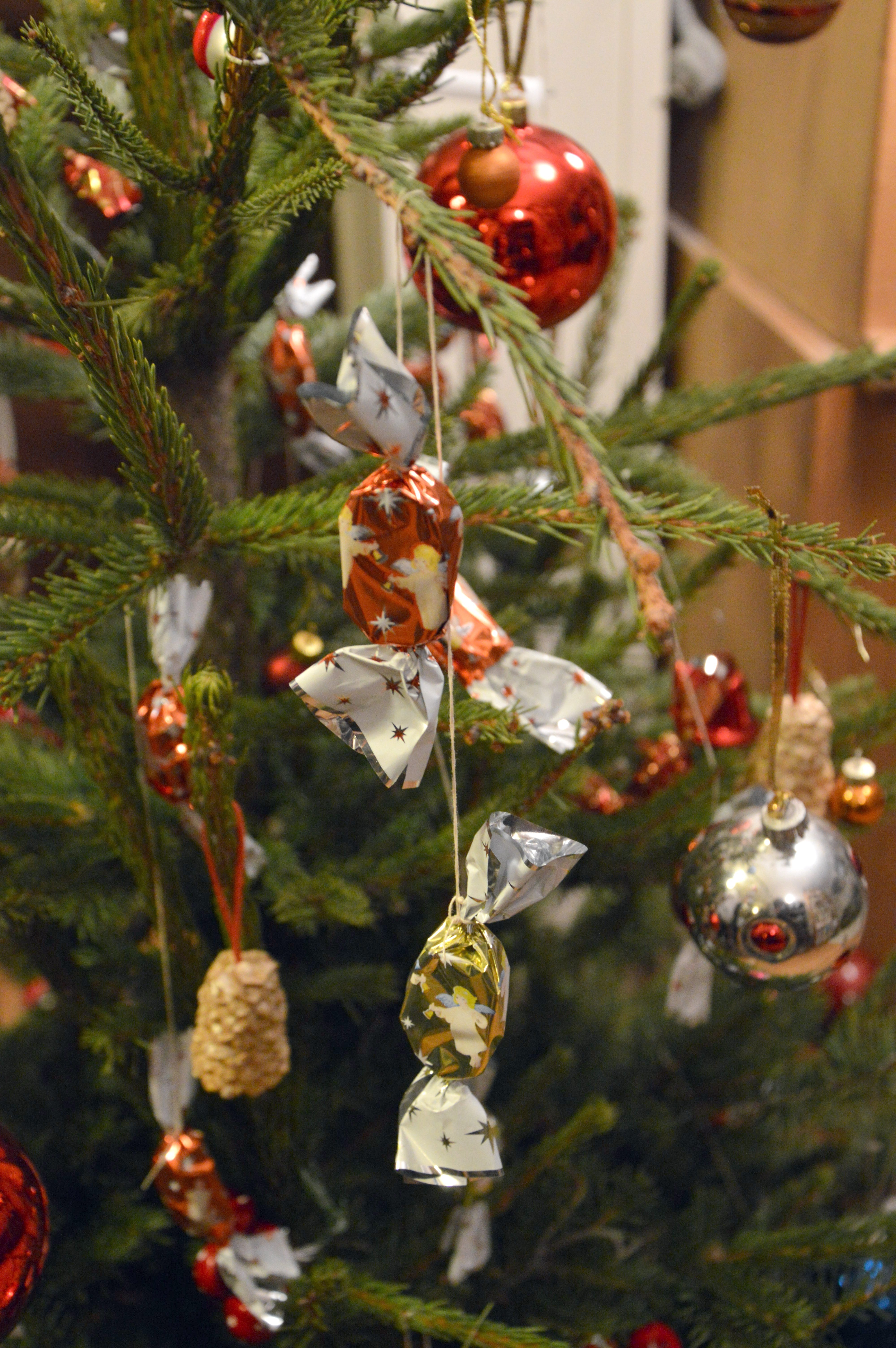
Albero di Natale addobbato con szaloncukrok

In Ungheria si usa addobbare l'albero di Natale (karácsonyfa) - solitamente la sera della Vigilia di Natale (Szenteste, ovvero "Notte Santa") - con noci dorate, fiocchi, candele e con alcuni dolcetti, i szaloncukrok (Natale in ungheria).
È tradizione che debbano essere gli adulti e non i bambini a prepararlo. Una volta preparato l'albero, i bambini vengono avvisati dai genitori che, per mezzo di un campanello, annunciano l'arrivo dei doni.

### Betlehemes játék
Un'antica tradizione ungherese del periodo natalizio è il Betlehemes játék in occasione di questa usanza, delle persone vestite da pastori o da re Magi giravano di casa in casa portando un presepe (costituito solitamente da una scatoletta in legno).

### Regölés
Un'altra antica usanza è il regölés (termine derivato forse dal lat. regus), in occasione della quale gruppi di persone giravano di casa in casa recitando formule d'augurio, interpretazioni di antiche leggende ungheresi, ecc. Si tratta di una tradizione legata forse ai menestrelli medievali o agli sciamani.

## Superstizioni
Nel giorno di Santa Lucia, vigeva la superstizione, secondo cui le donne non potessero lavorare. Ragazzi che andavano in giro mascherati erano preposti al controllo.

## Gastronomia
In Ungheria, vige la regola che il secondo piatto del cenone della Vigilia di Natale debba essere un piatto di pesce, in quanto il pesce simboleggia Gesù Cristo.

### Piatti tipici

#### Dolci

##### Bejgli

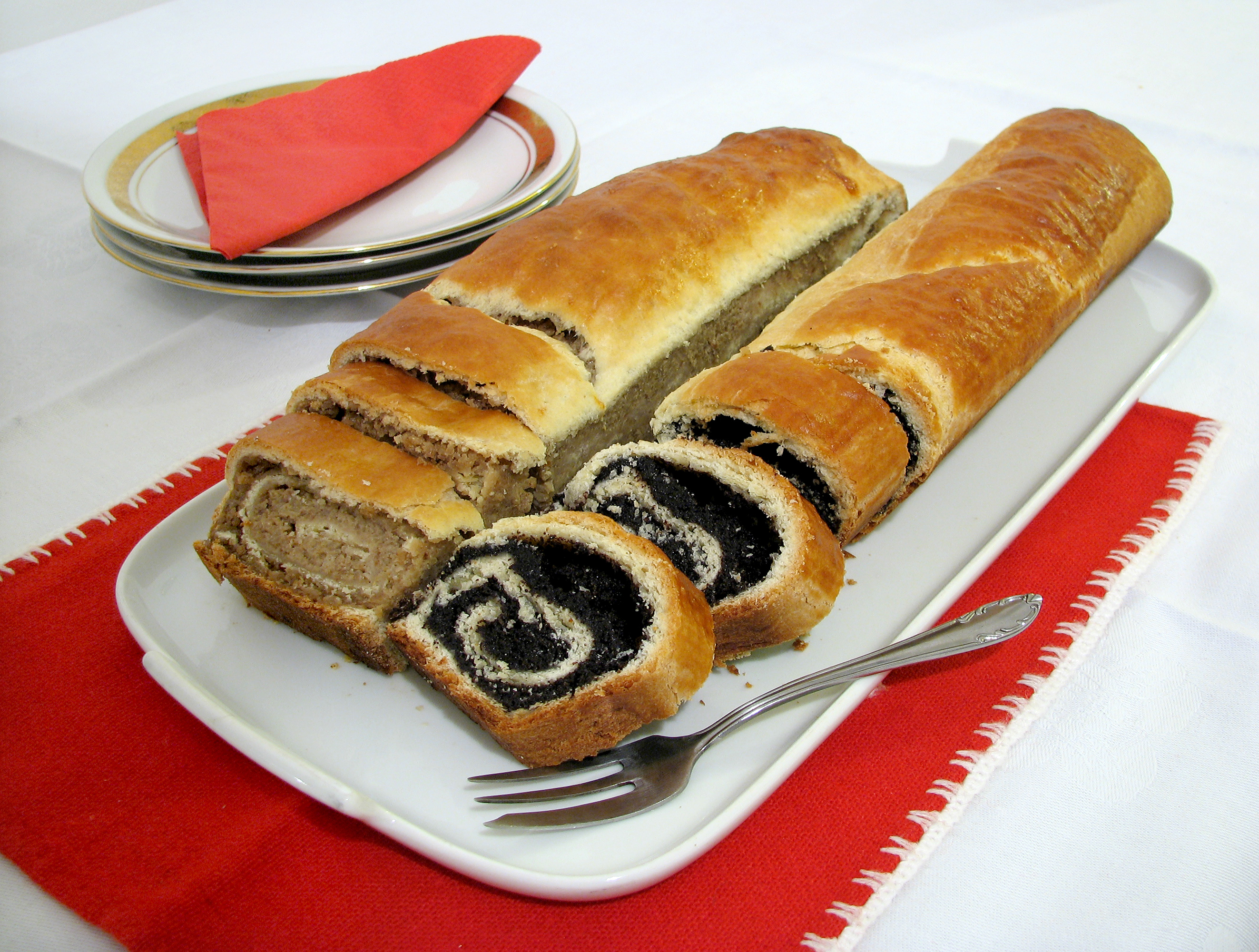
Il bejgli, dolce tipico delle feste in Ungheria

Tipico dessert delle feste (non solo natalizie, ma anche pasquali) è il bejgli o beigli, un dolce farcito con noci e/o papavero.

##### Gerbaud (Zserbó)
Un altro dessert tipico delle feste natalizie è il gerbaud (zserbó, secondo l'ortografia ungherese), un dolce fatto con strati di pasta frolla ricoperti di cioccolato e farcito con marmellata di albicocche e noce.

##### Szaloncukor
Al tempo stesso dolci tipici e decorazioni tipiche (v. la sezione  La tradizione dell'albero di Natale in Ungheria sono invece i szaloncukrok (sing.: szaloncukor, pron. [ˈsɒlontsukoɾ]), dei cioccolatini riempiti di marzapane, mandorle o altro.
La tradizione dei szaloncukrok risale al XIX secolo.

#### Altri piatti tipici
Nella tavola delle feste in Ungheria non possono inoltre mancare i seguenti piatti:
- borleves (zuppa di vino)[3][11]
- harcsa pörkölt (spezzatino di pescegatto con pasta)[11]
- kacsasült (anatra arrosto al forno)[11]
- libasült (oca arrosto al forno)[11]
- pulykasült (tacchino con lardo al forno)[11]
- rántott polty (carpa impanata)[3]
- töltött kaposzta (cavoli farciti)[11]

## Musica natalizia

### Canti natalizi originari dell'Ungheria
- Kiskarácsonyi ének, scritto da Endre Ady[3]
- Kiskarácsony, nagykarácsony[16]
- Mikulás, scritto da Zoltán Zelk[3]

## Aspetti socio-economici
Tra gli aspetti ecomici legati alle festività natalizie in Ungheria, si segnala la vendita degli szaloncukor, che si aggira attorno alle 6.500 tonnellate l'anno.

## Galleria d'immagini

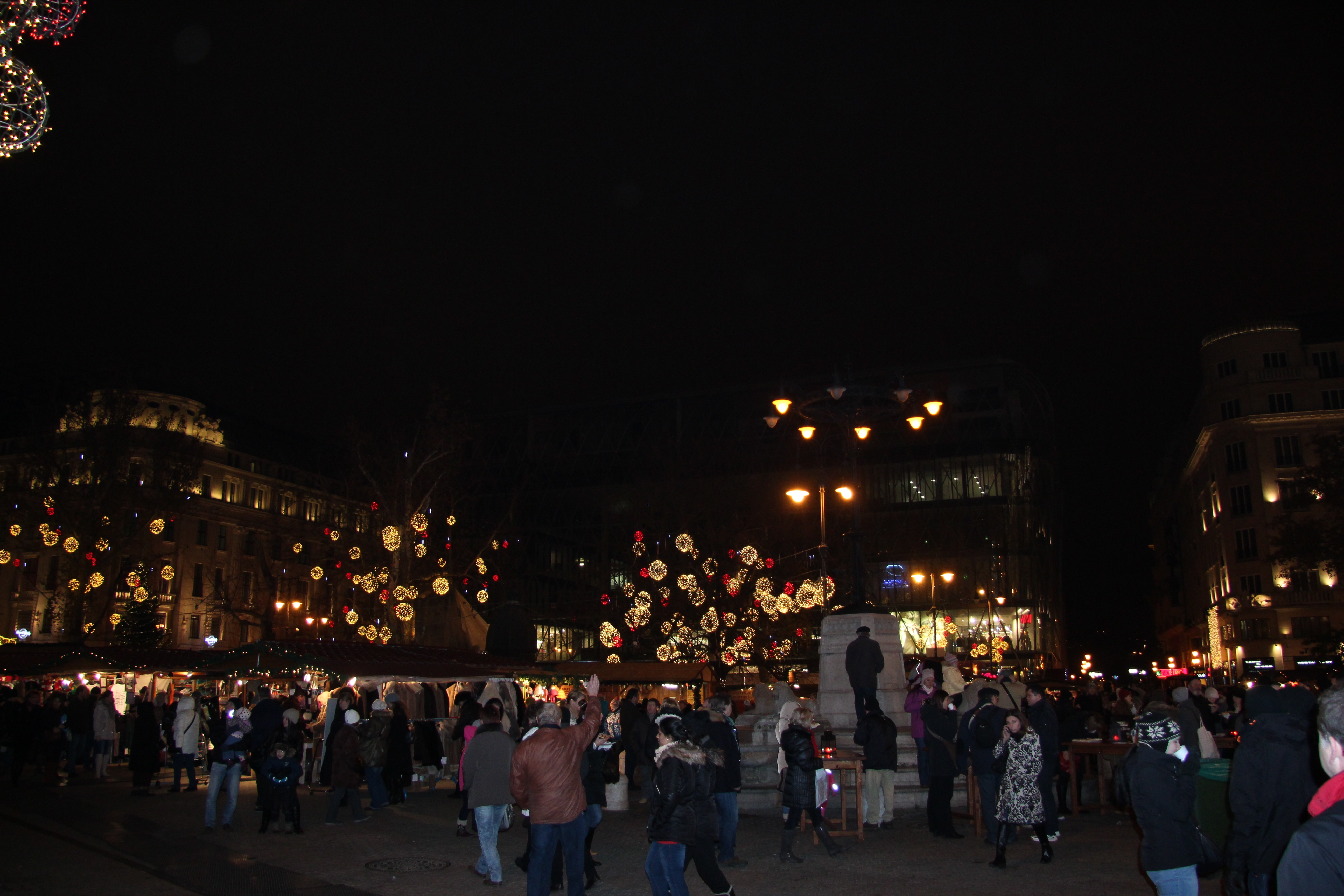
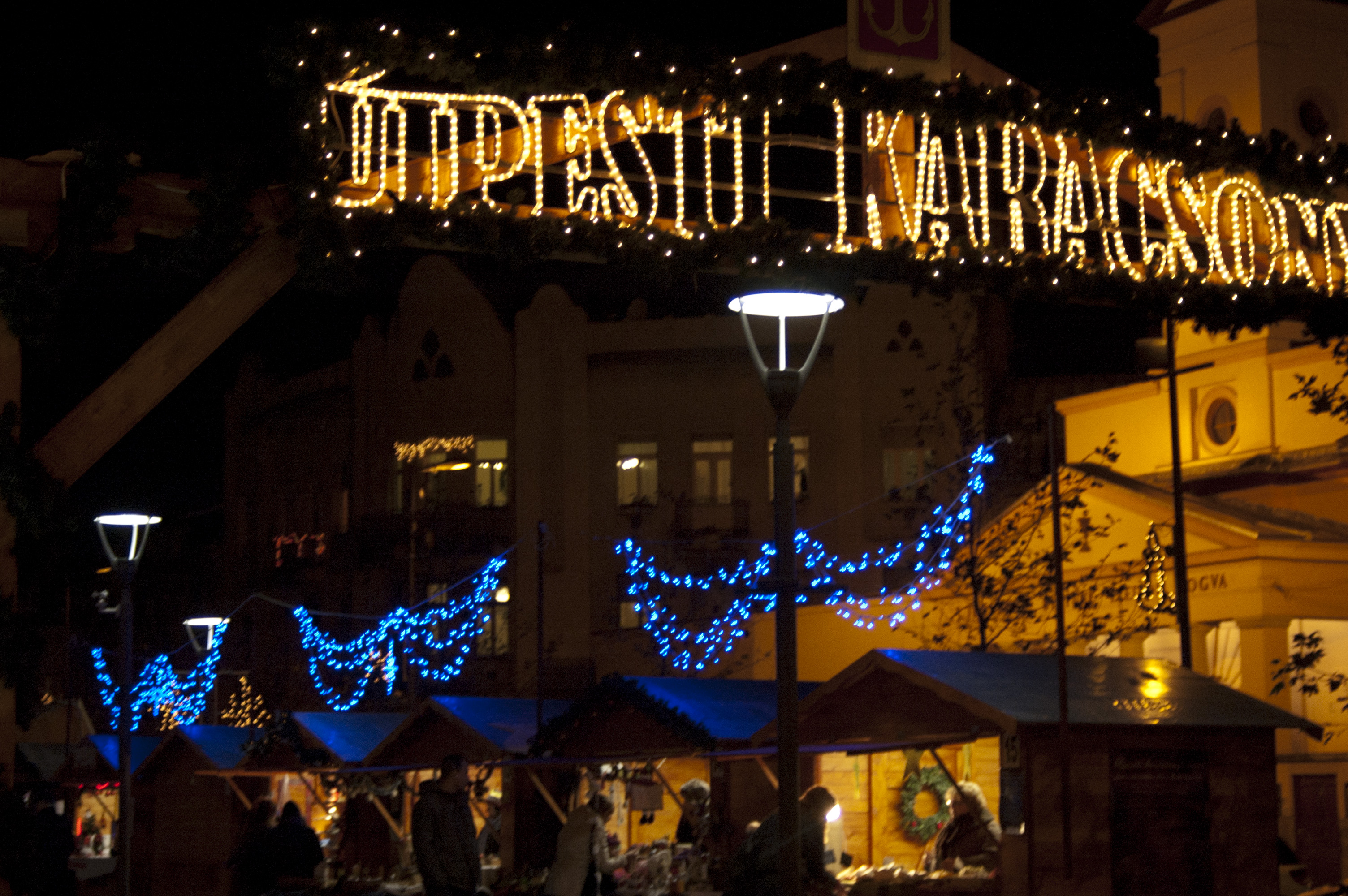
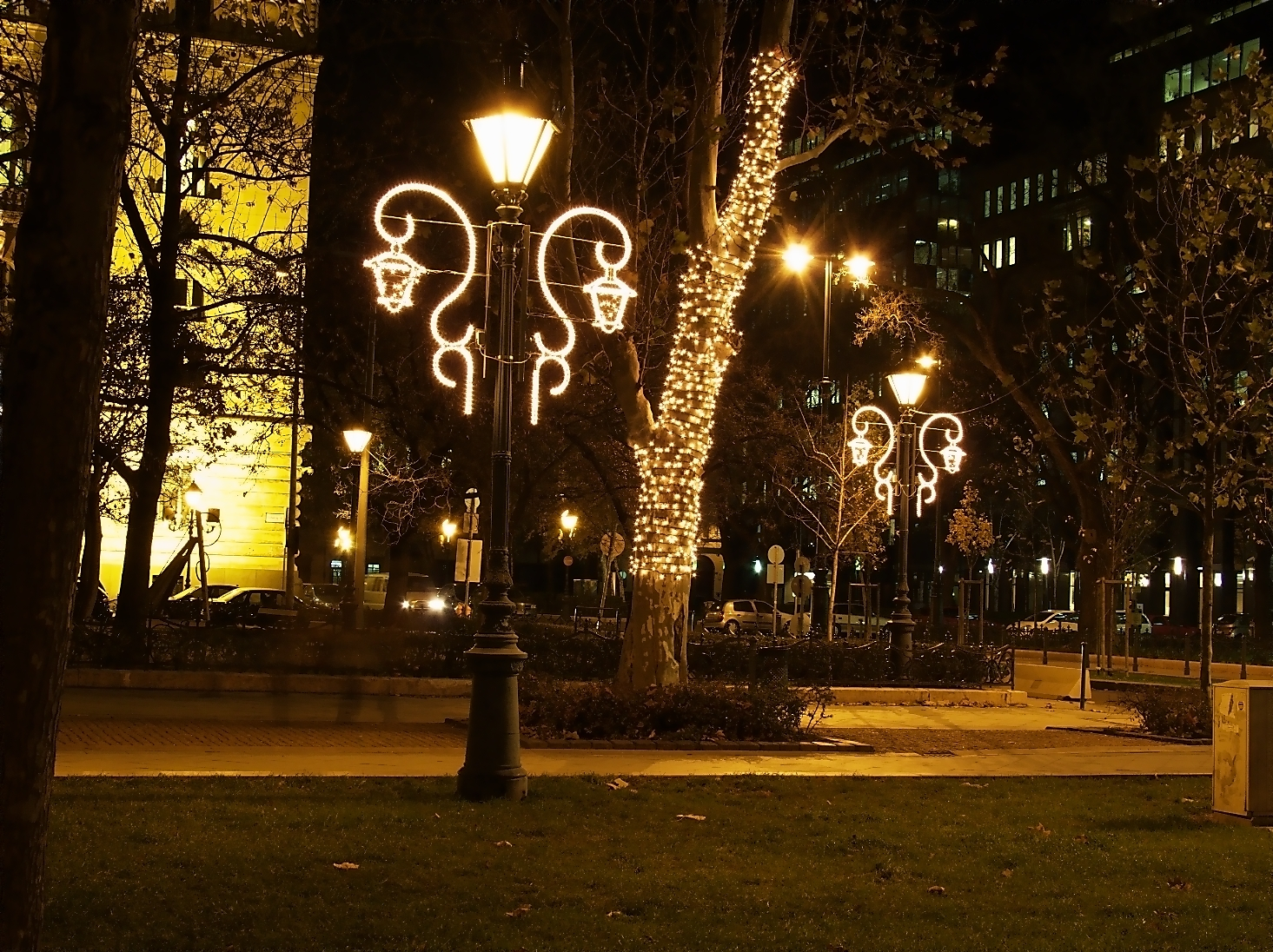
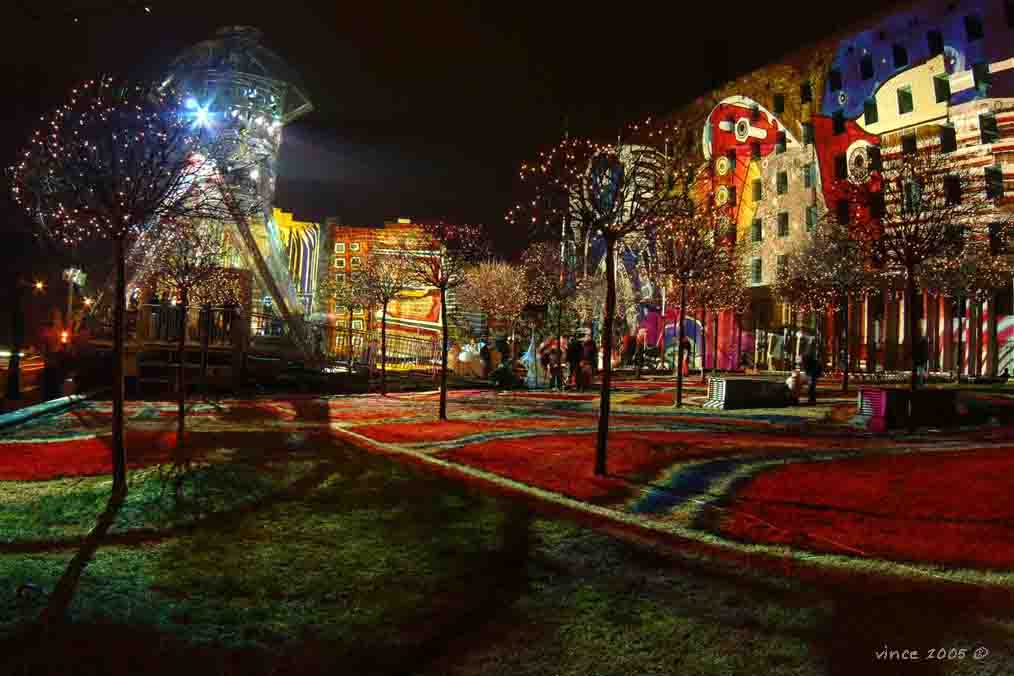